# Мезоннёв, Бриан
Бриан Мезоннёв (Brian Maisonneuve; родился 28 июля 1973 года в Уоррене, США) — американский футболист, полузащитник. Известен по выступлениям за «Коламбус Крю» и сборную США. Участник чемпионата мира 1998 года, а также летних Олимпийских игр в Атланте.

## Клубная карьера
В 1991 году Мезоннёв начал свою карьеру выступая за футбольную команду Индианского университета. Он помог команде несколько раз выиграть трофей и вошёл в десятку лучших бомбардиров NCAA. В 1996 году Бриан подписал контракт с MLS, а затем был выбран на драфте клубом «Коламбус Крю». В этой команде он провел всю свою карьеру.

## Международная карьера
В 1996 году Мезоннёв в составе олимпийской сборной США принял участие в Олимпийских играх в Атланте. На турнире он сыграл в матчах против команд Аргентины, Туниса и Португалии. В поединках против тунисцев и португальцев Бриан забил по голу.
4 июня 1997 года в товарищеском матче против сборной Парагвая он дебютировал за сборную США. В 1998 году Бриан был в заявке на Золотом кубке КОНКАКАФ, но на турнире не сыграл ни в одном матче. В том же году он поехал вместе с национальной командой на Чемпионате мира во Францию. На турнире Мезоннёв принял участие во всех трех матчах против сборных Ирана, Германии и Югославии. В 2002 году Бриан выиграл в составе сборной США Золотой кубке КОНКАКАФ, где он сыграл в матче против сборной Сальвадора.

### Голы за сборную США (до 23)
| #   | Дата         | Место                          | Противник  | Счёт | Результат | Соревнование          |
| --- | ------------ | ------------------------------ | ---------- | ---- | --------- | --------------------- |
| 01. | 22 июля 1996 | Р.Ф.К. Стэдиум Вашингтон, США  | Тунис      | 2:0  | 2:0       | Олимпийские игры 1996 |
| 02. | 24 июля 1996 | Р.Ф.К. Стэдиум, Вашингтон, США | Португалия | 1:1  | 1:1       | Олимпийские игры 1996 |

## Достижения
Международные
 США
- Золотой кубок КОНКАКАФ — 2002